# إمبراطورية النمل (لعبة فيديو)
إمبراطورية النمل (بالإنجليزية: Empire of the Ants) هي لعبة فيديو صدرت في عام 2024، طورتها شركة مايكرويد، وتستند اللعبة إلى رواية تحمل نفس الاسم، كتبها برنار فيربر.

## طريقة اللعب
تحتوي اللعبة على أكثر من 60 نوعًا من الحشرات والحيوانات المختلفة. تتطلب أسلوبًا استراتيجيًا وإدارة ذكية، وتدور أحداثها في عالم النمل القتالي وعشش النمل